# Spider-Man (jogo eletrônico de 2000)
Spider-Man é um jogo de ação baseado no personagem da Marvel Comics, Homem-Aranha. O jogo foi desenvolvido pela Neversoft com a engine de Tony Hawk's Pro Skater. Lançado originalmente para Playstation e Nintendo 64 em 2000 e foi posteriormente lançado para PC e Dreamcast. Uma versão alternativa também foi criada para Game Boy Color.

## História
A história começa numa exposição de ciências onde o Dr. Otto Octavius dá uma palestra sobre um de seus projetos. Nesta feira, também se encontra Peter Parker e Eddie Brock, este tentando tirar fotos para recuperar o emprego no Clarim Diário. Então aparece um falso Homem Aranha que rouba o projeto de Octavius e destrói a câmera de Eddie para não ser flagrado, incriminando o Aranha original. Eddie, depois, revoltado contra o Aranha e seu chefe, J. Jonah Jameson, editor do Clarim, resolve se vingar e mais uma vez se transforma no Venom.
Então, aparece o Octopus no seu esconderijo subaquático com um outro vilão, chamado Carnificina, e ativa uma máquina que libera um gás tóxico na cidade. Então o Homem Aranha descobre sobre um assalto ao banco, e então o jogador conclui a primeira missão. Após salvar o banco de uma explosão, Peter recebe uma ligação de Jameson, avisando que o vilão Scorpion havia invadido o Clarim e queria matá-lo. Após salvar Jameson, a polícia aparece no escritório para prender o Homem Aranha, que foge pela janela.
No telhado de outro edifício, o Aranha encontra o Demolidor que quer saber sobre a inocência do aracnídeo, então aparece um helicóptero que persegue o Homem Aranha pela cidade. Depois de fugir, o Aranha encontra a Gata Negra que avisa que o vilão Rhino fugiu da cadeia e ameaça os cidadãos, e que Venom sequestrou Mary Jane.
O Homem Aranha derrota o Rhino, mas a Gata Negra é sequestrada. Então o nosso herói conversa com o Tocha Humana do Quarteto Fantástico e explica sobre o ocorrido. Então Venom aparece e faz uma corrida com o Aranha até o sistema de esgoto, onde no sistema de tratamento de água, encontram Mary Jane. Após derrotar Venom, o Aranha explica que um falso Homem Aranha havia roubado o artefato. Então os dois vão juntos até o Clarim Diário procurar pistas sobre o falso Aranha no computador do prédio.
No Clarim, o Homem Aranha encontra o impostor que revela ser o vilão Mysterio. Ele conta que o plano de Doutor Octopus era usar a Simbiose alienígena para mudar o mundo. Então, ao sair do prédio, encontra o Justiceiro, que leva o Homem Aranha até o lugar onde Octopus se esconde com Carnificina. Então se descobre que Otto estava por trás de tudo: o gás tóxico, o roubo do projeto científico, o falso aranha, que foi criado para Venom tentar matar o verdadeiro Homem Aranha para não perturbar os planos de Octopus. Então Venom luta com Carnificina enquanto o Aranha derrota o Octopus. Mas Carnificina derrota o Venom, e depois briga com o Aranha. Nosso herói vence Carnificina, mas a simbiose do vilão sobrevive, se arrastando até o Doutor Octopus, transformando-o no Monster Ock: o corpo de Carnificina com os tentáculos de Octávios. O Homem Aranha foge do local, porque estava explodindo e o fogo atingiu o vilão, mas a simbiose salvou Otto, que ficou desacordado e sem os tentáculos.
O Aranha se encontra depois na saída de esgoto, onde é resgatado pelo Capitão América, Venom e Gata Negra. O game termina com os vilões na cadeia jogando baralho.

## Jogabilidade

### Uniformes Alternativos
Há uma variedade de diferentes uniformes que abrangem o curso de carreira do Homem-Aranha no jogo, cada um alcançado através da realização de vários objetivos ou digitando um código. Enquanto algumas são somente novos uniformes do personagem, outras dão a ele novas habilidades. Esses uniformes incluem o seu Uniforme Clássico, o Homem Aranha 2099, a Roupa Preta, Homem Aranha Cósmico, Homem Aranha Sem Limites, Homem Vergonha, Aranha Escarlate, Ben Reilly, Mudança Rápida e Peter Parker. Há uma roupa especial que é encontrada em algumas fases que tem um símbolo de uma aranha amarela, a Armadura Aranha.

### Modo What if?
Digitando um código no jogo, o jogador pode ativar o modo What if? ("O que aconteceria se..?" no Brasil). O que aconteceria se..? foi uma série de histórias em quadrinhos que mostrava eventos alternativos na história da Marvel Comics, e do mesmo jeito, o jogo torna-se uma versão alternativa de si mesmo. Apesar de a história continuar a mesma, há sutis diferenças espalhados por todo o cenário e pelo áudio. Quando um novo jogo é iniciado, Uatu aparece e explica ao jogador que as coisas não são mais como eram anteriormente.

### Diferenças
As versões de PlayStation, Dreamcast e Windows tem cenas pré-renderizadas enquanto a versão de Nintendo 64 mostra imagens legendadas em estilo de quadrinhos. Algumas publicações preferiram a versão em quadrinhos ao invés da versão em cenas.

### Lista de Aliados que aparecem no jogo
- Gata Negra
- Demolidor
- Venom que no começo atua como vilão, mas depois atua como ajudante do Aranha ao saber de sua inocência.
- Capitão América
- Tocha Humana
- Justiceiro que em alguns níveis ficará atirando no aranha, mas perto do final acaba por ajuda-lo.

### Lista de Vilões que aparecem no jogo
- Escorpião
- Rino (Marvel Comics)
- Venom (Marvel Comics)
- Lagarto (Marvel Comics) (Não é um dos chefes do Jogo mas aparece como um personagem escondido em uma missão do jogo)
- Mysterio
- Doutor Octopus
- Carnificina
- Monstro Octopus (mistura do Doutor Octopus e do Simbiote do Carnificina) que não existe nos quadrinhos sendo uma variação exclusiva para o jogo.
- Sindicato de Jade (Mercenários do banco)
- Rei do Crime (mesmo não aparecendo no jogo, ele foi o responsavel pelos planos do Doutor Octopus e do Carnificina no jogo)

## Recepção
Spider-Man recebeu críticas positivas, Gruesimpson da IGN, avaliou em 9,0 e chamou-lhe de "sem dúvida, o melhor jogo do Homem-Aranha".

## Continuação
Spider-Man teve uma Continuação intitulada Spider-Man 2: Enter: Electro.